# 세계 도로 교통사고 희생자 추모의 날

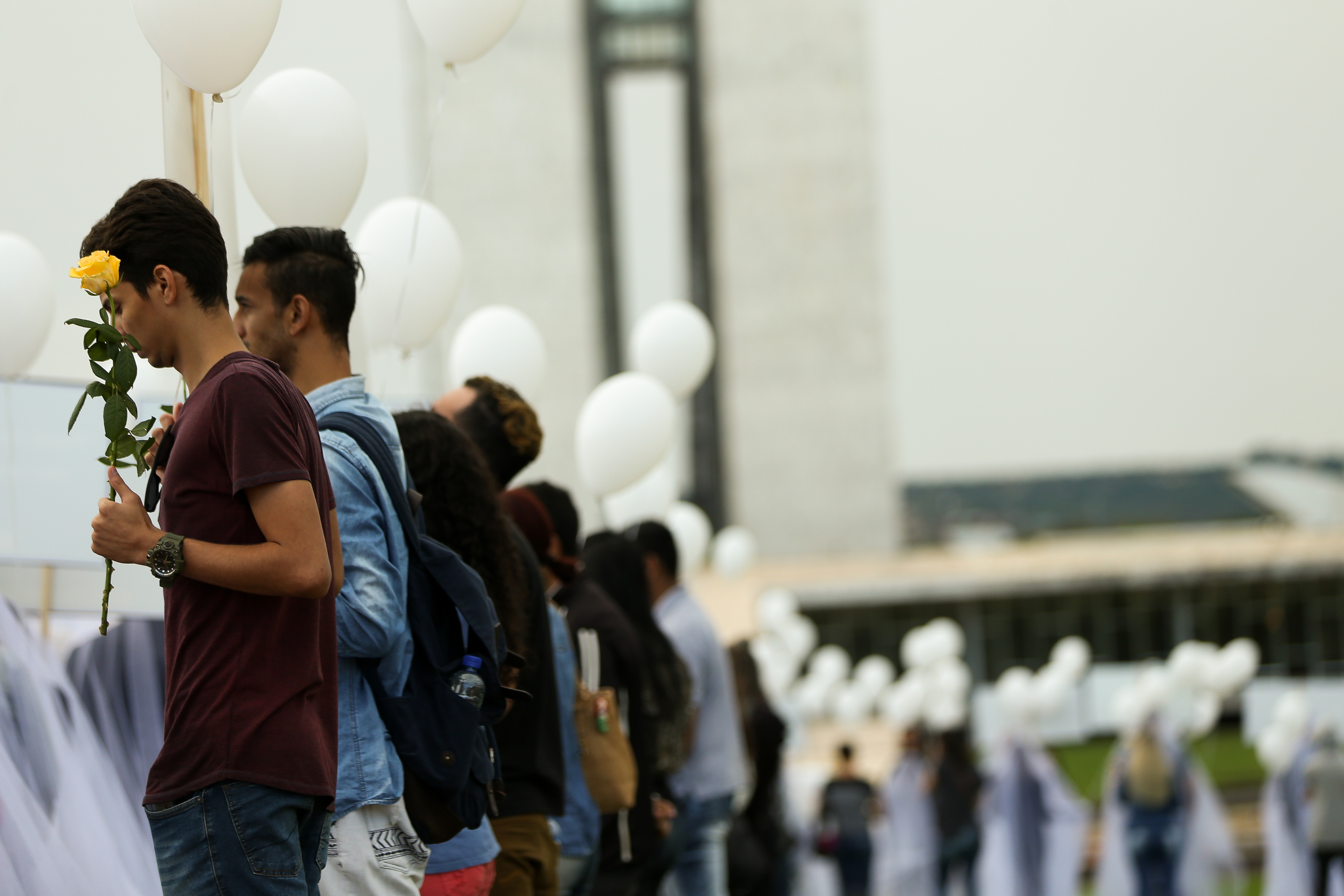

세계 도로 교통사고 희생자 추모의 날(World Day of Remembrance for Road Traffic Victims)은 도로 등의 각종 거리에서 일어난 추돌 등의 교통사고로 희생당한 사람들을 추모하는 날로, 매년 11월 세 번째 일요일이다. 2005년에 국제 연합 총회에 의해 만들어졌다.